# Нишская декларация
Нишская декларация — соглашение, принятое 7 декабря 1914 года Народной скупщиной Сербии в городе Ниш, объявлявшее объединение южных славян в одно государство одной из приоритетных задач своей деятельности. Документ был обнародован за несколько дней до конца Колубарской битвы, в которой сербские войска одержали победу над Австро-Венгрией. Нишская декларация как отражала идеологические настроения сербского правительства, заключавшиеся в стремлении создать единое югославянское государство, так и имела цель привлечь на свою сторону союзников из числа жителей Хорватии, Словении и других славянских регионов, находившихся под властью Австро-Венгрии.

## Предыстория

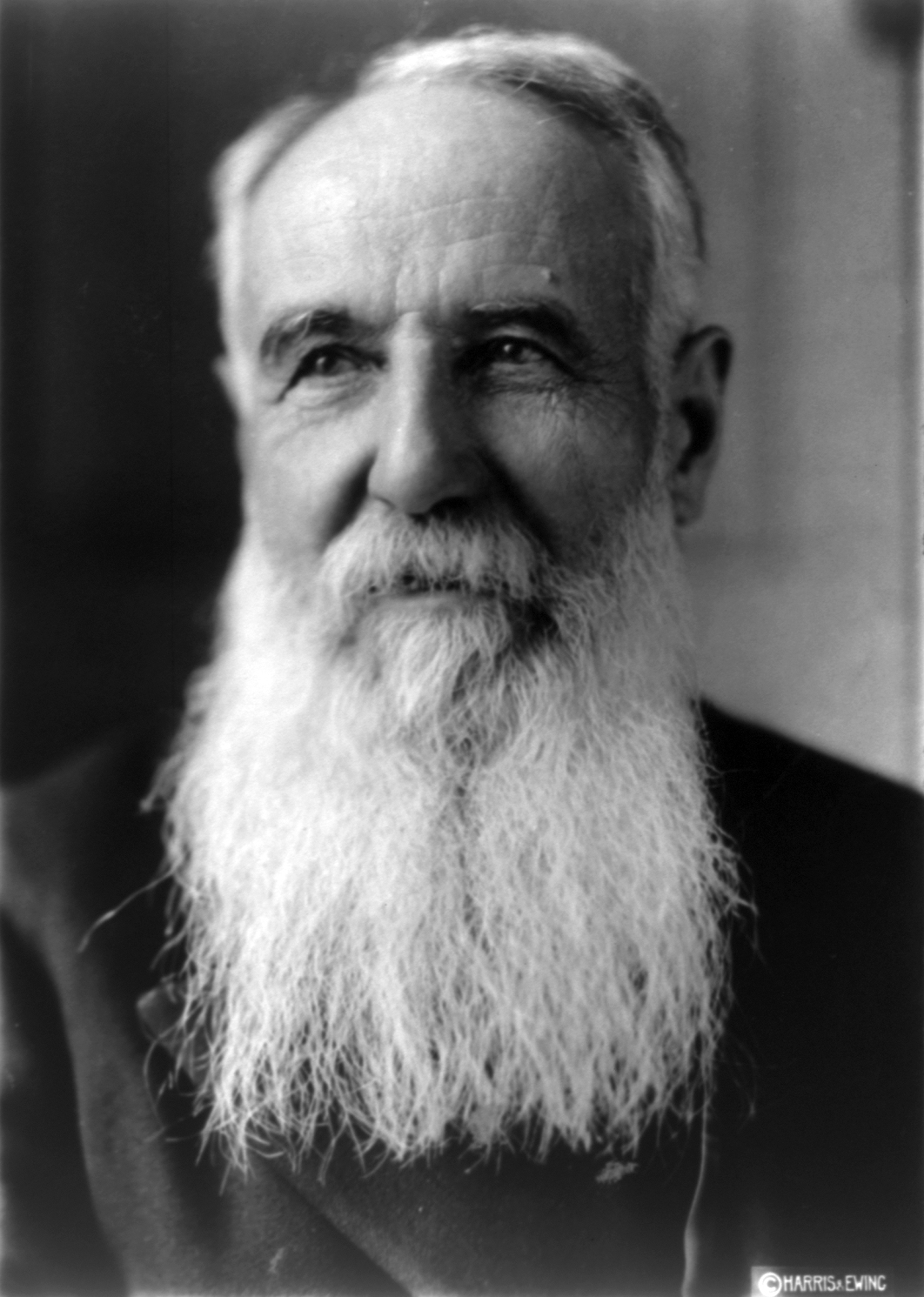
Никола Пашич — премьер-министр Сербии

Идеи единого югославянского государства в Сербии после Майского переворота 1903 года были довольно популярны среди политиков, в частности, в кругах Радикальной партии. С началом Первой мировой войны сербское руководство стало активно разрабатывать концепции объединения в целях ослабить Австро-Венгрию, вызвав на её территории национальные волнения, и защититься от давления союзников по Антанте, которые настаивали на передаче части южных сербских земель в ведение Болгарии. 3 октября 1914 года сербская королевская миссия в Петрограде представила в российский МИД записку, в которой провозглашалась программа югославянского объединения. Тяжелая ситуация на фронте вынудила правительство Сербии временно перенести столицу в Ниш. В ноябре началась Колубарская битва, которая остановила продвижение противника вглубь страны.

## Подписание декларации
3 декабря 1914 года сербские войска, получившие от союзников партию боеприпасов, начали контрнаступление. 7 декабря в Нише Народная скупщина приняла декларацию правительства Сербии, в которой вооруженное противостояние с Австро-Венгрией объявлялось среди прочих «борьбой за освобождение и объединение всех наших еще несвободных братьев сербов, хорватов и словенцев». Премьер-министр Никола Пашич придавал ей большое значение в дестабилизации ситуации внутри Австро-Венгрии. Также в документе не было упоминаний «Великой Сербии», а напротив — провозглашалось равенство всех славянских народов. 

## Дальнейшие события
Программа, представленная в Нишской декларации, стала одной из отправных точек для создания в будущем Королевства сербов, хорватов и словенцев. В середине июня 1917 года на острове Корфу состоялась встреча премьер-министра Сербии Николы Пашича с лидерами Югославянского комитета. Их переговоры завершились подписанием «Корфской декларации». Объединение же произошло в конце 1918 года, после распада Австро-Венгрии.